# Dunaújvárosi repülőtér
A Dunaújvárosi repülőtér a Baracs Repülőtér Kft. üzemeltetésében lévő, nem nyilvános repülőtér, Dunaújvárostól 8 km-re délre található; létesítményei részben Baracs, részben Kisapostag területén helyezkednek el.
A repülőtér egy füves kifutópályával rendelkezik, ami éjszaka nincs kivilágítva. Munkaszüneti napokon egyedi igények alapján üzemel. A repülőtér frekvenciája 118,335 MHz, hívójele „Dunaújváros rádió”.

## Története
1959. július 23-án 18 óra 45 perckor világcsúcsot ért el Bálint Sándor műszerész, Fődi Károly, Aradi András a dunaújvárosi repülőtéren N. 2-es sportrepülőgéppel, 600 méteres kombinált ejtőernyős célbaugrást. Eredményükkel érték el az első magyar rekordot a sportból, a csúcstartók a szovjetek (515 cm) előtt a franciák voltak. Bálint Sándor 120 centiméterre érkezett a földre a célkereszttől, átlagban 451 centimétert értek el.
1959. március 27-én a Budapesti Repülési Osztály Aradi László ejtőernyős századosa a dunaújvárosi repülőtéren megtekintette a gépparkot, a Super Futár repülőgépet, amit 156 000 forintért vásároltak akkoriban. Ejtőernyős gyakorlásra is alkalmas. A dunaújvárosi reptéri klub 82 tagot számolt 1959-ben.
1961. augusztus 28-ától szeptember 6-áig vitorlázó versenyt rendeztek meg. A repülőklubok között szerepelt a csepeli és a tapolcai is.
1967-ben került sor az V. dunántúli ejtőernyős verseny-re.
1972 márciusában a Kék szakáll filmet a dunaújvárosi repülőtéren forgatták Richard Burton szereplésével. 1973-ban éjszakai ejtőernyős ugrást lehetett kipróbálni.
1977-ben felállítottak egy MIG-15 repülőgép-másolatot a 6-os főútnál.
1994-ben csatáztak a repülősök a 7. Kohász Kupavitorlásrepülő versenyen az első helyezésért.
2008-ban az érdeklődők ellátogathattak a 10. Kohász Kupára.
2012. június 23-án megtartották az I. Baracs-Kisapostag Repülőnapot, ahol Farkas Bertalan űrhajós is megjelent.
2013. június 22-én megint megrendezték a dunaújvárosi repülőnapot. A Magyar Hagyományos jász Tábla versenyének alkalmából mongol és török állampolgár érkezett.
A MALÉV Duna Kupa versenyen 2012 júniusában Siket Zsolt győzött.